# عبد القادر كميل محمد
عبد القادر كميل محمد (مواليد 1 يوليو 1951) هو سياسي من جيبوتي يشغل منصب رئيس الوزراء منذ مارس 2013.